# Вторая сцена Мариинского театра

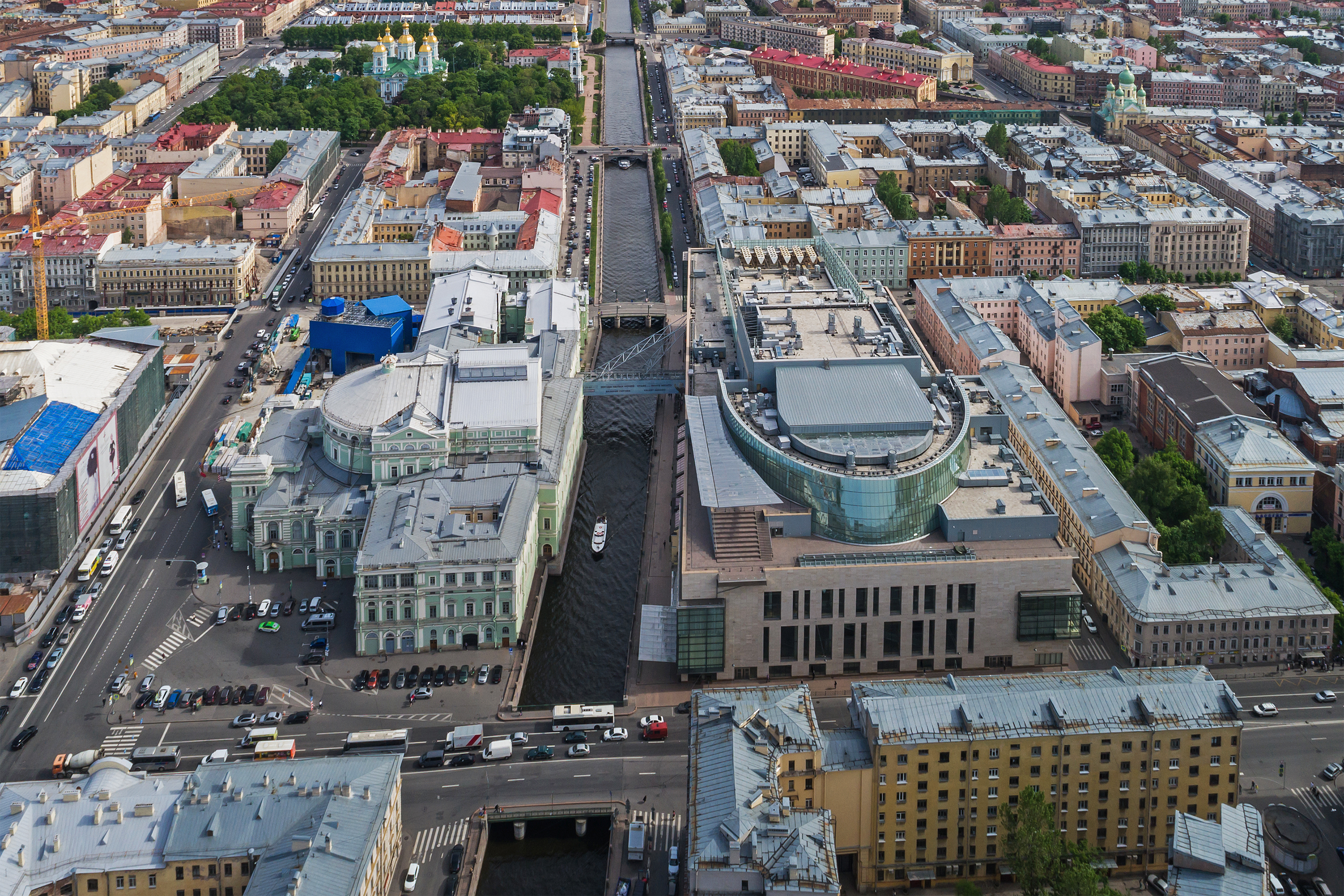
Мариинский театр: слева основное здание, справа — вторая сцена

Вторая сцена Мариинского театра на набережной Крюкова канала — новый корпус Мариинского театра, на сооружение которого из федерального бюджета было выделено 22 млрд рублей. Располагается по адресу: улица Декабристов, 34 на правом берегу Крюкова канала. Проект, разработанный не слишком известной в архитектурных кругах канадской фирмой Diamond Schmitt Architects, был, по некоторым данным, лично выбран руководителем театра Валерием Гергиевым. Здание было введено в эксплуатацию 2 мая 2013 года, вскоре после чего было названо архитекторами, признавшими его главной неудачей последних лет, «самым некрасивым зданием времён губернатора Полтавченко»: новый театр возглавил анти-рейтинг с огромным отрывом.

## Хронология событий
- 1997 год. Руководитель театра Валерий Гергиев выступил с предложением к президенту РФ Ельцину Б. Н. построить новый театр[3].
- 1999 год. Гергиев продвигает проект архитектора-постмодерниста Эрика Мосса[англ.] (США)[4]. Петербургская общественность негативно восприняла этот проект, сам автор образно описывал его как «брошенные на землю мешки с мусором». Впоследствии от этого проекта отказались из-за несоответствия российским строительным нормам[5].
- 28.06.2003 г. Французский архитектор Доминик Перро побеждает в конкурсе на строительство новой сцены. Помимо него в конкурсе участвовали 5 иностранных и 5 российских архитектурных бюро[5].
- 2005 год. Эксперты обнаружили, что в документации, представленной генеральным проектировщиком, отсутствуют проекты водоснабжения здания, канализации, вентиляции и т. п.
- 2007 год. ФГУ «Северо-Западная дирекция по строительству, реконструкции и реставрации» отказывается от услуг Доминика Перро и от его проекта, архитектурное бюро Перро в России расформировано[6].
  - Июнь. Новый генпроектировщик — ЗАО «НПО „Геореконструкция-Фундаментпроект“» в короткий срок снял все 286 замечаний, предъявленных к разработкам Перро. Утверждённый проект далёк от победившего на международном конкурсе. В частности, пришлось сделать поправку на петербургский климат, усилив несущие конструкции, на которые опирается «золотая оболочка». В итоге здание уже не будет выглядеть столь воздушным[7].
  - Июль. Проект был максимально упрощён, «чтобы не выбиваться из городского ландшафта»[8]. Высотность здания снижена (проектировщики ссылаются на особенности грунта), также пересмотрены другие параметры.
- 2008 год: Продолжение нулевого цикла строительства театра.
  - Апрель. Возникают проблемы с грунтом под строящейся сценой, и, чтобы преодолеть это, строители укрепляют почву на глубине 12-14 метров. Смета строительства существенно увеличена[9].
  - Апрель. Строители сообщили о невозможности постройки стеклянного купола в виде, заложенном ООО «Архитектурное бюро Доминика Перро». Проект купола будет переделан[10].
  - 19.06.2008 г. Вторая сцена Мариинского театра приобрела третьего по счёту генпроектировщика — КБ высотных и подземных сооружений[11][12].
- 2009 год:
  - Июнь. Премьер-министр Владимир Путин заявил о необходимости проведения нового конкурса по выбору архитектурного облика новой сцены Мариинского театра[13].

## Строительство
- 04.08.2008. ОАО «Генеральная строительная корпорация» начало работы на стройплощадке второй сцены Мариинского театра в Санкт-Петербурге по новой комплексной технологической схеме, теперь при возведении объекта будут использоваться, в частности, технологии «стена в грунте» и «топ-даун» (плита перекрытия рассчитывалась как распорка на устойчивость, элемент является распорным элементом ограждения).
- 26.09.2008. Северо-Западная дирекция по строительству, реконструкции и реставрации подвела итоги аукциона на проведение работ по устройству крепления котлована для сооружения подземной части здания второй сцены Мариинского театра. Победителем стало ОАО «Генеральная строительная корпорация».
- 01.06.2009 Премьер-министр РФ Владимир Путин поручил провести новый конкурс по выбору архитектурного облика новой сцены Мариинского театра. По его словам, в первоначальном проекте, который выиграл на конкурсе в 2003 г., было много новаторских решений, но после тщательного анализа, который проводился в течение 3 лет, выяснилось, что было допущено почти 4 сотни технических ошибок. В итоге контракт был расторгнут, авторские права выкуплены, а на доработку проекта ушёл ещё год.
- 22.07.2009 г. Выбрано пять участников, которые поборются в конкурсе за право заключения госконтракта по проектированию фасадов, кровли и интерьеров второй сцены Мариинского театра[14].
- 28.07.2009 г. Конкурсная комиссия выбрала компанию, которая получит госконтракт по проектированию фасадов, кровли и интерьеров второй сцены Мариинского театра. Победило петербургское ОАО «КБ высотных и подземных сооружений» (ВИПС). ВИПС представил на конкурсе проект канадского бюро Diamond & Schmitt Architects, который компания собирается выполнить за 9,5 месяца и 300 млн рублей[15]. Архитектурный критик Григорий Ревзин раскритиковал выборжюри: «Это будет здание, выглядящее как нечто среднее между универмагом и „Макдоналдсом“»[16].
- 08.04.2011 г. Начались работы по установке сценической механизации[17].
- Шпунты ArcelorMittal[18] длиной 21 метр были использованы при устройстве котлована Второй сцены Мариинского театра. Однако только шпунтового ограждения было недостаточно — выполнение первого пионерного котлована привело к серьёзной осадке зданий на величину 35 мм у окружающих зданий на расстоянии 15 метров (здания по Минскому переулку). С глубины 12-14 м были выполнены горизонтальные диафрагмы, вертикальные диафрагмы размером 1,5 м длиной — с глубины 18 м. По верху эта вертикальная грунтоцементная диафрагма связывалась со шпунтом и армировалась швеллером «сороковка». Такая сложная конструкция была выполнена для увеличения жесткости ограждения.

Состояние строительства на март 2009 года: вид из окна Мариинского театра
Состояние строительства на март 2009 года: вид из окна Мариинского театра
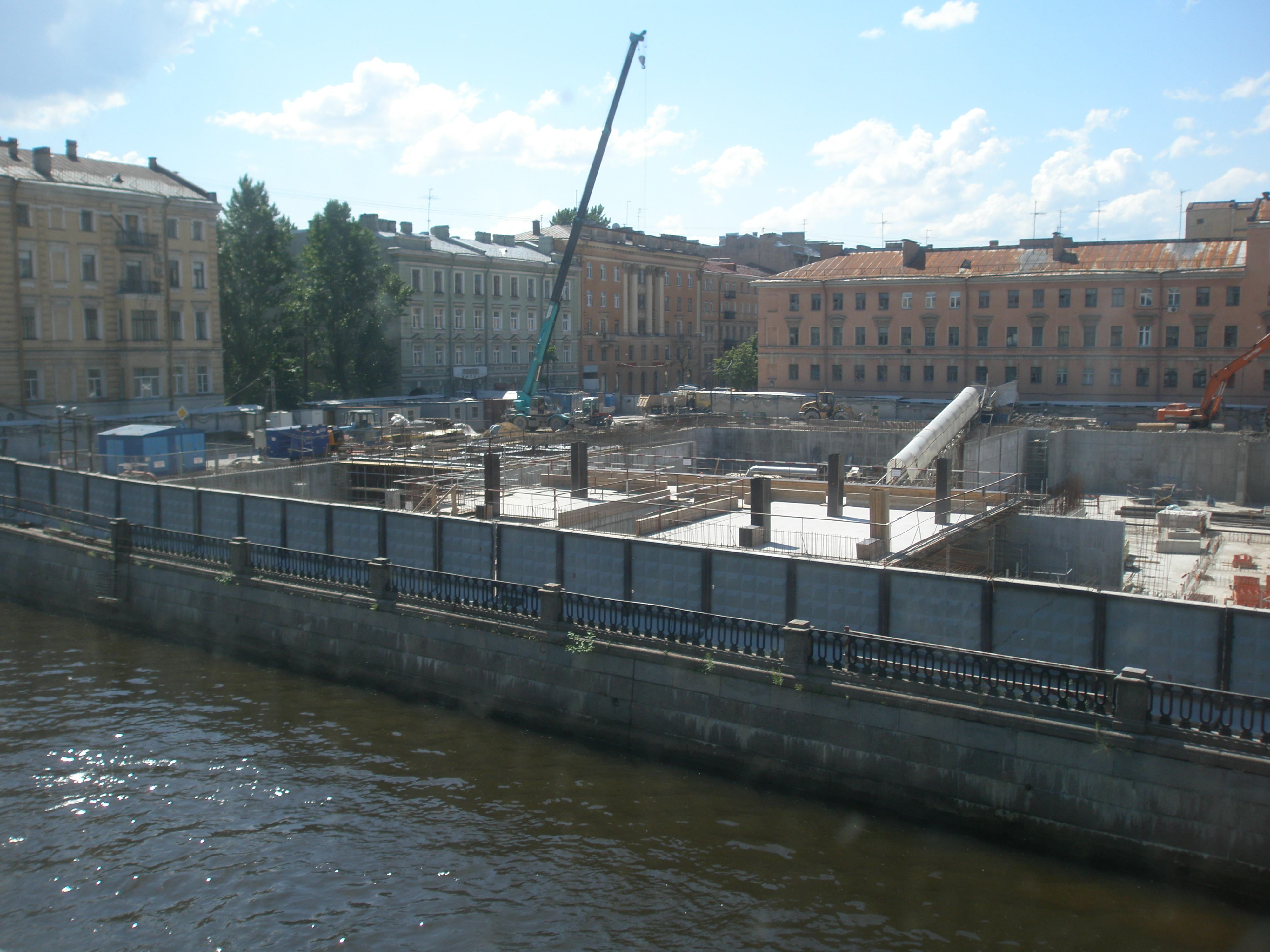
Состояние строительства на июнь 2009 года: вид из окна Мариинского театра
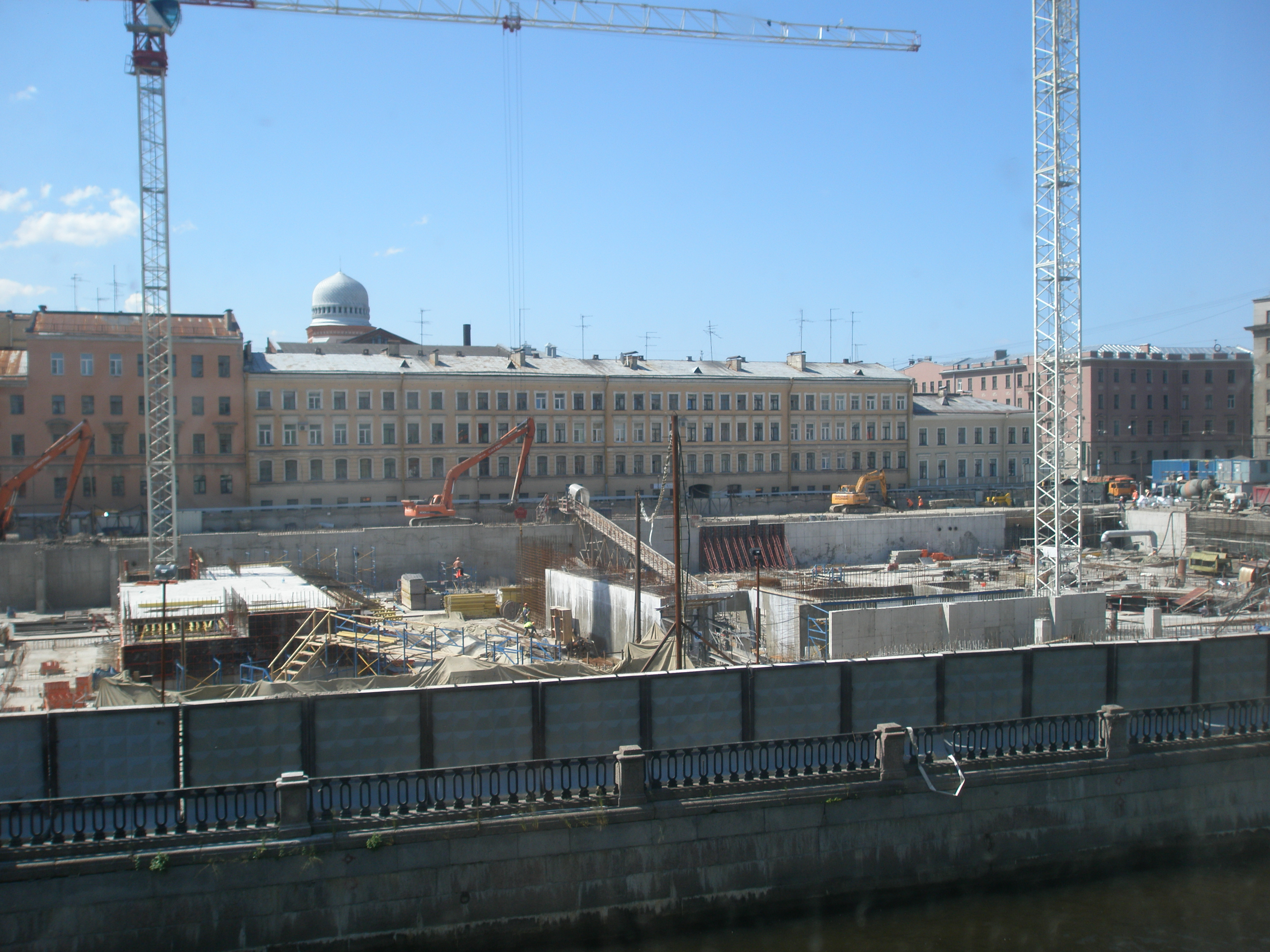
Состояние строительства на июнь 2009 года: вид из окна Мариинского театра
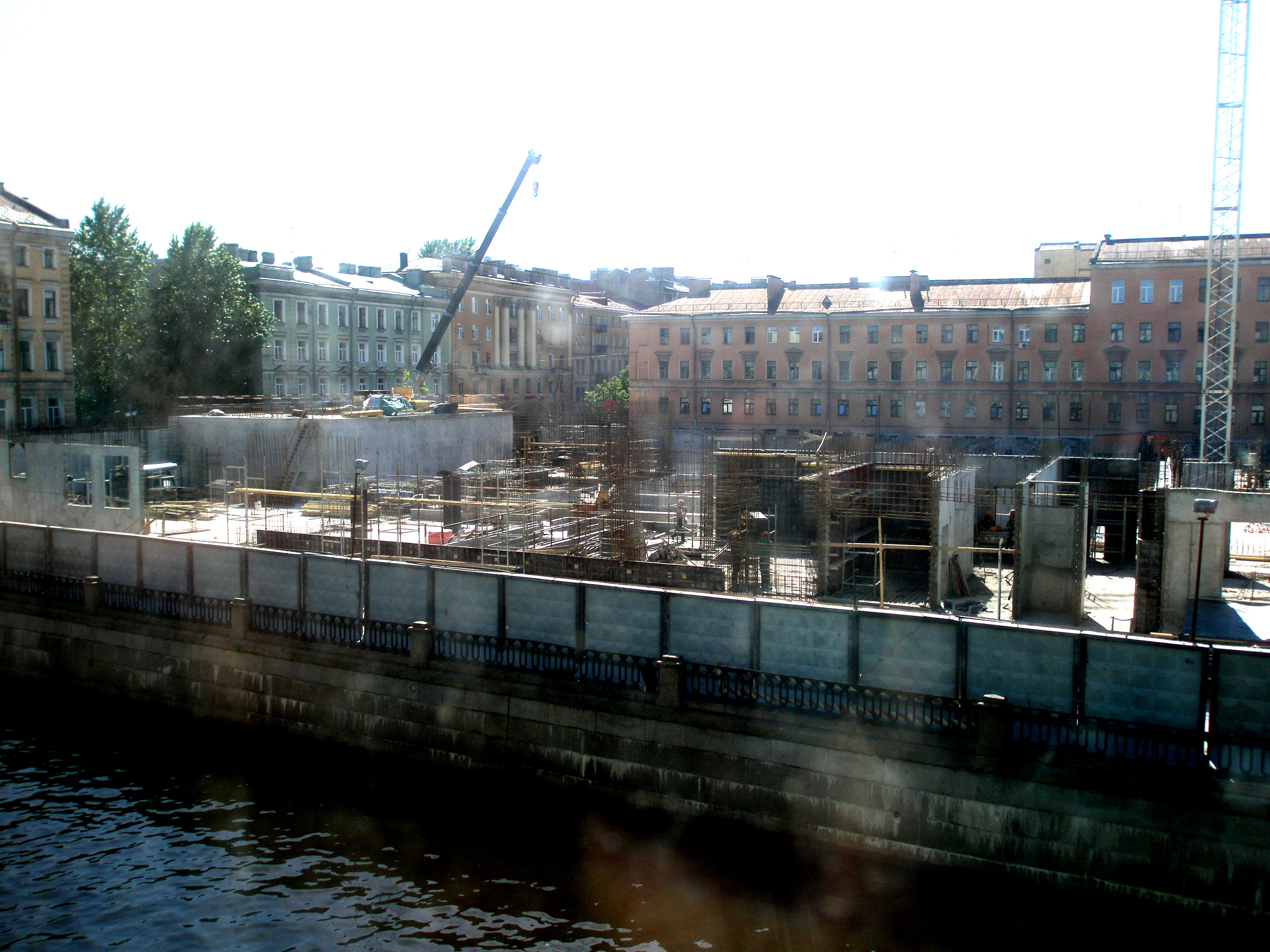
Состояние строительства на май 2010 года: вид из окна Мариинского театра
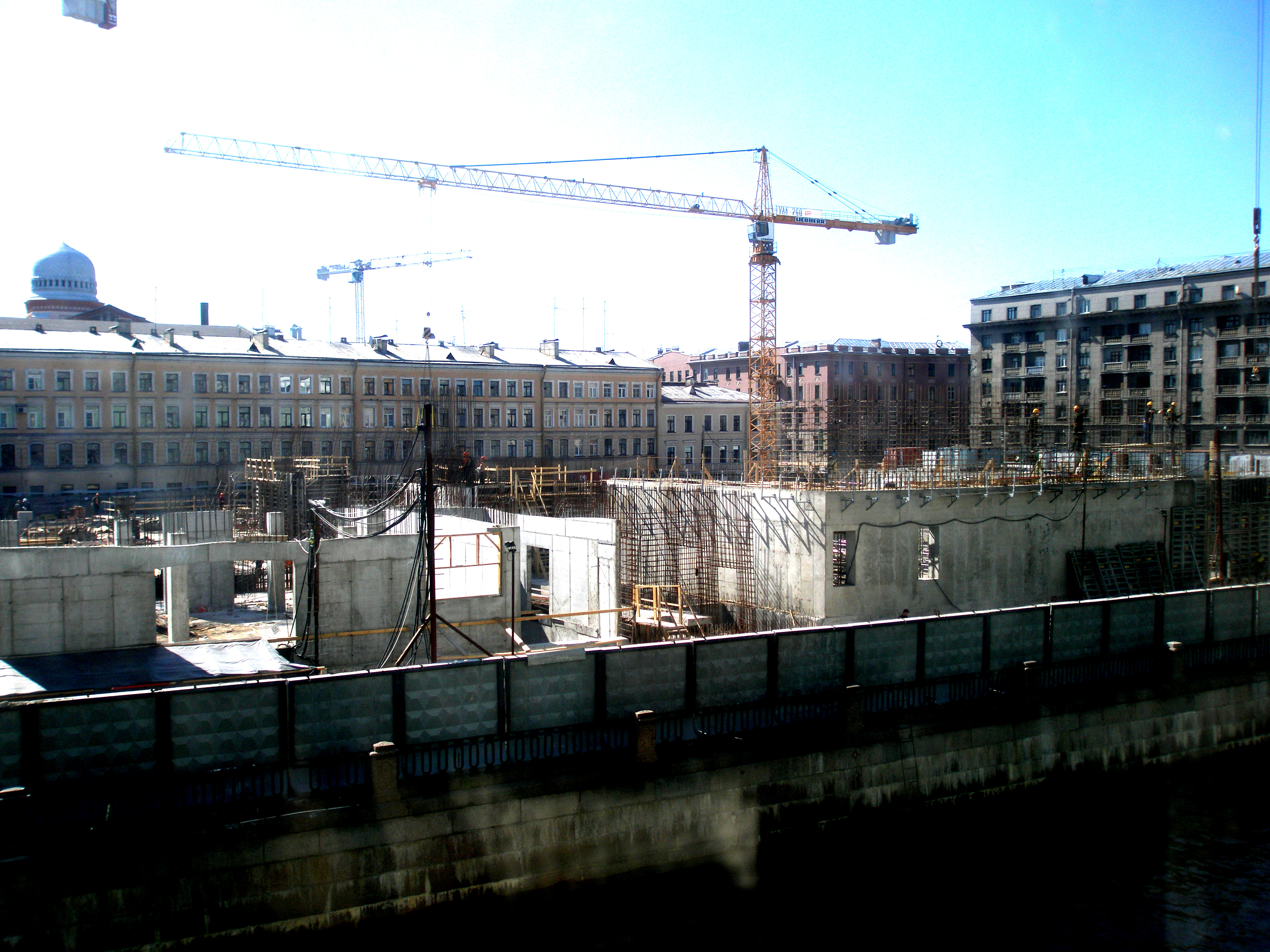
Состояние строительства на май 2010 года: вид из окна Мариинского театра

## Акустика зала
В процессе строительства второй сцены Мариинского театра была реализована специальная конструкция из дерева, выполненная бюро Diamond Shmitt Architects. (Среди других проектов бюро — зал Симфонического оркестра Монреаля, новое здание Нью-Йоркского симфонического оркестра, здание концертного зала имени Бадди Холли в Техасе и др.). Созданная Diamond Shmitt Architects система, где дерево было использовано и как структурный элемент, и как основа дизайна, обеспечила уникальную акустику зала.

## Интерьеры
Главное фойе театра украшено люстрами Swarovski, выполненными в виде хрустальных пузырьков, нанизанных на невидимые нити и светящихся благодаря встроенному светодиодному освещению. Стены выполнены из оникса, подсвечиваемого изнутри, что заметно меняет внешний облик здания в вечернее время, благодаря панорамным окнам и многочисленным узким оконным проемам, выходящими на ул. Декабристов. Мраморные полы и многочисленные лестницы дополняют внутреннее пространство.
Лестницы выполнены по проекту, разработанному коллективами нескольких компаний: канадской архитектурной компанией «Diamond and Schmitt Architects», российско-английской конструкторской компании «Malishev Engineers», российской компанией «АЛАНД», и австрийской компанией «Waagner Biro». Результатом совместной деятельности явилось получение престижной премии Института Инженеров-Конструкторов Великобритании (http://www.istructe.org) в области конструкторских решений, проходившей в ноябре 2013 года. По оценке международного жюри, проект лестниц представляет собой композицию изобретательных конструктивных решений с рациональным использованием материалов и элегантными решениями узлов. Центральная овальная лестница (общим весом около 100 т) в буквальном смысле висит на 8 подвесках (8 нот) диаметром всего 52 мм. В то время как стеклянная лестница, общей длиной около 35 м, является одним из первых примеров использования конструктивного стекла в общественных зданиях в России, спроектированных по методу предельных состояний.
Зал на 2000 мест создан по традиционной многоярусной модели, включая царскую ложу, и отделан акустически комфортными породами дерева.

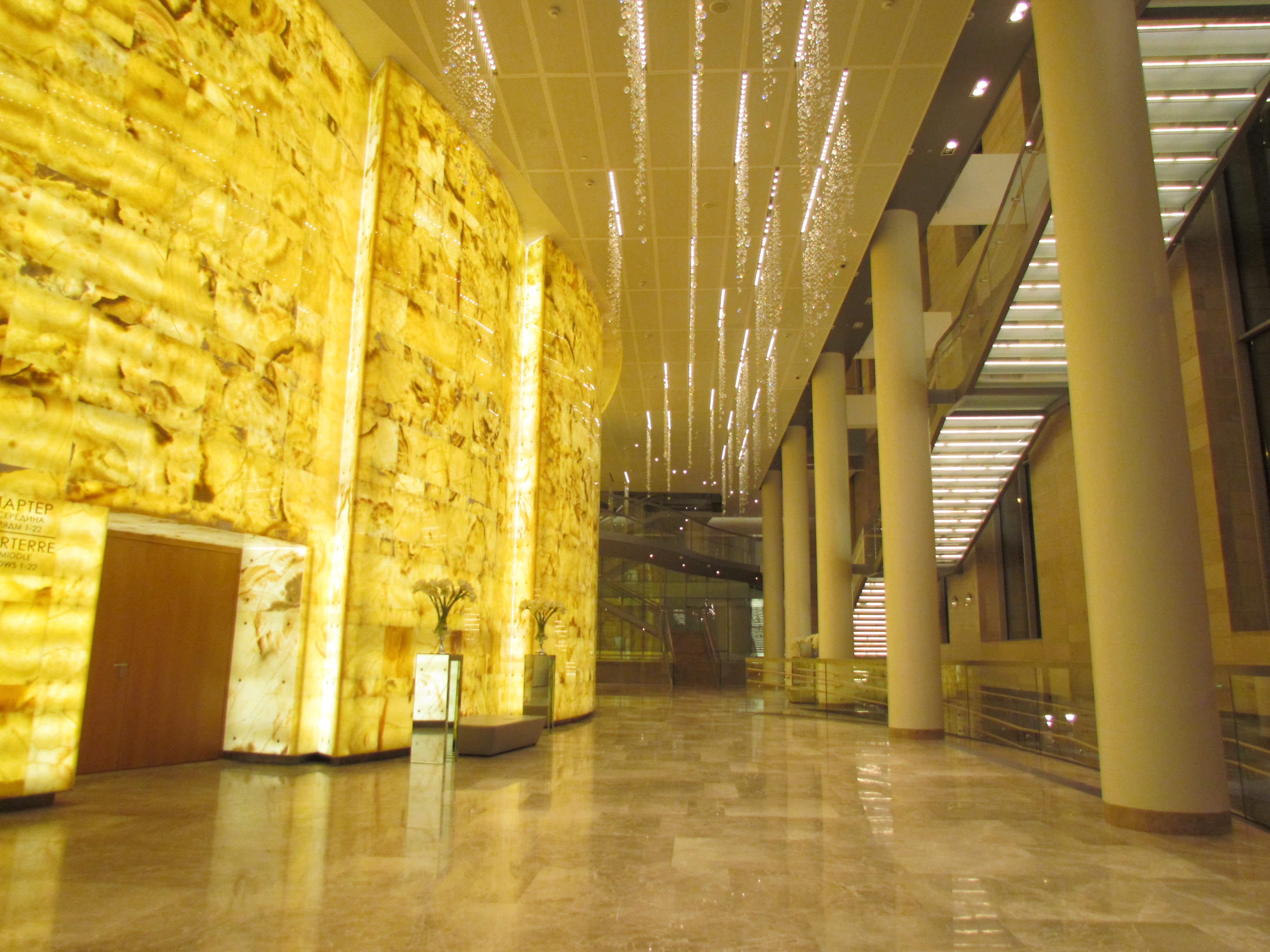
Стены выполнены из оникса, подсвеченного изнутри. Потолок украшен люстрами Swarovsky
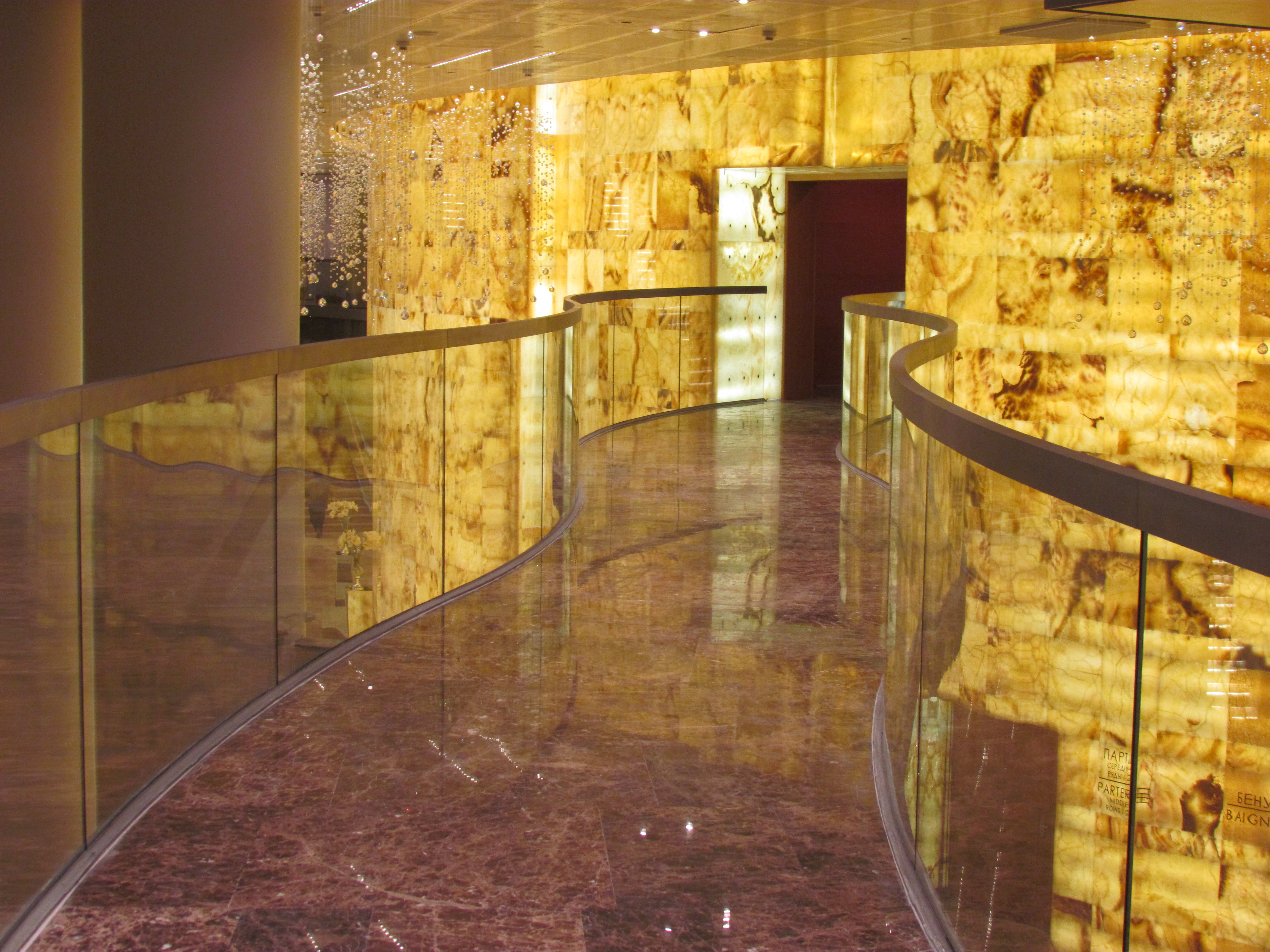
Мостик в ВИП ложу
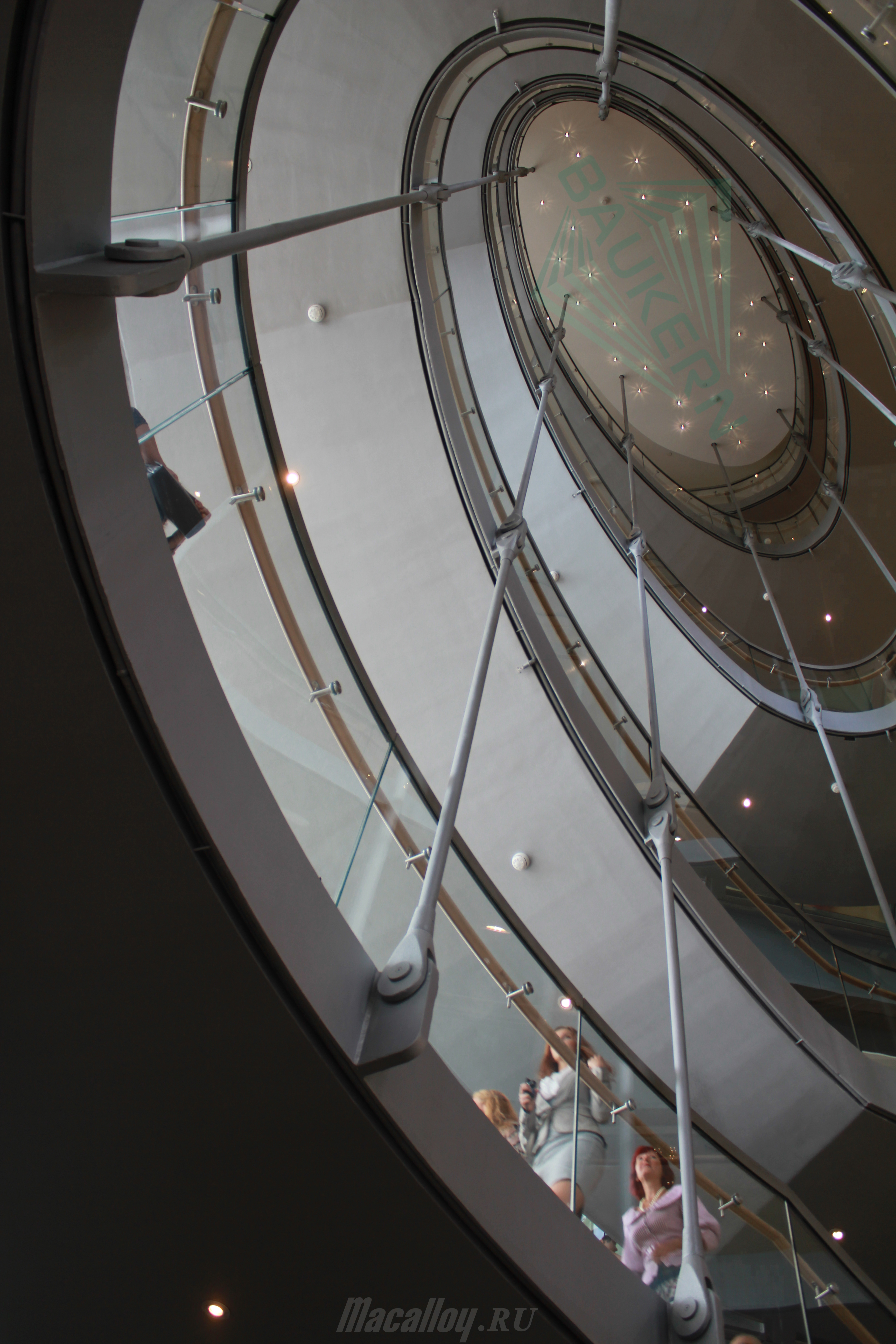
Овальная лестница на подвесках

## Критика
Жители Санкт-Петербурга увидели новое здание в историческом центре города в последних числах января 2013 года, когда были сняты леса и убран забор. В Интернете новострой окрестили «бетонной коробкой» и «убийцей набережной Крюкова канала». Начат сбор подписей под петицией о сносе сооружения: её авторы сетуют на то, что в сердце города разместили огромный сарай, назвав это театром. По данным движения «Красивый Петербург», большинство опрошенных ассоциируют его с «торгово-развлекательным комплексом над новой станцией метро», а не с театром. По словам директора Государственного Эрмитажа Михаила Пиотровского:

Это всем нам очень большой урок. Здание действительно многим не нравится. Оно, на мой взгляд, никакое.